# Quella piccola differenza
Pour plus de détails, voir Fiche technique et Distribution.
Quella piccola differenza est une comédie à l'italienne réalisée par Duccio Tessari et sortie en 1970.

## Synopsis
Marino Marini, respectable entrepreneur de produits de beauté, vit sereinement ses journées entre affaires, famille, loisirs et détente avec ses maîtresses. Mais la vie de Marino va basculer à cause d'un terrible choc qu'il découvre lors d'un examen clinique : son corps est sur le point de changer. Il devient lentement une femme à part entière.
Après avoir effectué les contrôles nécessaires, il se rend compte qu'il n'y avait aucun doute. Effrayé par son incapacité à assimiler mentalement ce qui s'est passé, Marino cherche dans les livres, chez d'autres médecins et dans des consultations de toutes sortes pour savoir ce qui a bien pu lui arriver, mais sans pouvoir trouver une réponse qui pourrait le convaincre d'accepter son nouvel état physique avec la même sérénité qu'auparavant.
Après plusieurs rebondissements, Marino se désespère d'avoir perdu sa virilité et tente de se suicider en se pendant à la corde d'un clocher. Mais il est sauvé in extremis par un frère qui lui fait comprendre qu'indépendamment de sa douleur, il doit essayer de vivre sereinement et accepter sa condition avec résolution.

## Fiche technique
- Titre original italien : Quella piccola differenza[1]
- Réalisation : Duccio Tessari
- Scenario : Duccio Tessari, Sergio Corbucci, Giorgio Salvioni
- Photographie :	Claudio Cirillo
- Musique : Benedetto Ghiglia
- Décors : Luigi Scaccianoce
- Société de production : Productions et Éditions Cinématographiques Françaises (PECF), Produzione Intercontinentale Cinematografica (PIC), Ultra Film
- Pays de production :  Italie -  France
- Langue originale : Italien
- Format : Couleurs par Eastmancolor - Son mono - 35 mm
- Durée : 91 minutes
- Genre : Comédie à l'italienne
- Dates de sortie :
  - Italie : 27 janvier 1970

## Distribution
- Pino Caruso : Marino Marini
- Juliette Mayniel : Antonella
- Ely Galleani (sous le nom d'« Elisabetta Galleani ») : Pat
- Carlo Hintermann : le professeur
- Michel Bardinet : Carlo
- Enrico Ragusa : le frère
- Jole Silvani
- Gastone Pescucci
- Giorgio Cristallini
- Fulvio Mingozzi